# История почты и почтовых марок Эстонии
История почты и почтовых марок Эстонии подразделяется на периоды, соответствующие почтовым системам государств, в составе которых находилась территория современной Эстонии (Швеция, Российская империя, СССР), период независимости Эстонии (1918—1940) и современной Эстонской Республики (с 1991).

## Ранний период

### Шведское правление
В 1638 году указ о почте опекунского правительства королевы Кристины, изданный в Швеции 20 февраля 1636 года, был распространён на территории Герцогства Эстляндского и Шведской Ливонии (Лифляндия). Согласно этому закону на дорогах (Ревель — Нарва, Ревель — Пернов (Пярну) — Рига и др.) через каждые 2—3 мили был поставлен на службу крестьянин или почтальон, который должен был уметь читать и писать. Крестьянин-почтальон должен был нанять двух почтовиков (помощников). Услышав звуки рожка приближающегося почтового курьера, они обязаны были немедленно приготовиться и, невзирая на погоду и время дня, спешить к следующей почтовой усадьбе со скоростью 1 мили в час. Однако эта скорость не удовлетворяла почту, поэтому было принято решение об организации конной почты.
Почтовое устройство 1639 года предусматривало создание в Лифляндии на военной дороге, соединяющей Ригу и Дерпт (ныне Тарту), 14 почтовых станций со сменой лошадей. На дороге, ведущей от Дерпта в Нарву, было создано пять и по дороге Дерпт — Ревель две станции.
Новый этап в почтовом устройстве начался в 1645 году, когда почтой заинтересовались купцы. В этот год почтмейстер Видземе и Пруссии, купец Якоб Беккер (Jacob Becker) на свои средства снабдил корчмы на дорогах Рига — Дерпт, Рига — Пернов и Дерпт — Везенберг (ныне Раквере) лошадьми с наёмными всадниками. При этом правительство обязалось уплачивать Беккеру за перевозку почты 550 талеров в год.
Наиболее крупным почтовым пунктом Шведской Эстонии в XVII веке и в начале XVIII века являлся Ревель. Через этот город проходили морские и сухопутные почтовые пути и осуществлялось почтовое сообщение со шведскими центральными правительственными учреждениями в Стокгольме. Почтовое сообщение по суше осуществлялось по маршруту Ревель — Везенберг — Нарва — Ниеншанц — Выборг, а оттуда дальше через Финляндию и Аландские острова в Швецию. В 1687 году из Ревеля начали отправляться почтовые суда до мыса Порккала на юге Финляндии. Перевозки почты морским путём намного ускорили её доставку по сравнению с прежней пересылкой её крестьянскими подводами. Тем не менее в 1691 году почтовый корабль «Флайгарен» был продан.
Другим важным центром Шведской Эстонии в те времена был прибрежный город Пернов. Его значение особенно возросло после 1699 года, когда сюда временно перевели Дерптский университет. Между Перновом и Швецией стали курсировать почтовые суда, пересылка письма на которых стоила 3 серебряных эре за лот.
В 1665 году по территории Шведской Эстонии и Шведской Ливонии прошла первая заграничная почтовая линия из Риги в Москву по маршруту Рига — Вастселийна — Псков — Новгород — Москва. Инициатором создания этой почтовой линии был боярин А. Л. Ордин-Нащокин, а её организатором — голландец Ян ван Сведен.

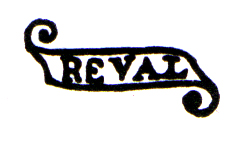
Почтовый штемпель Ревеля, применявшийся в 1708—1710 годах

В 1693—1700 годах почта, после пересечения русско-шведской границы у Вастселийна, проходила через корчмы Вастсе-Казаритса, Пылгасте, Карилатси и Куусте. Из Дерпта в направлении на Ригу почта вновь доставлялась от корчмы к корчме (на эстонской части Лифляндии через Тыравере, Рынгу, Килинги и Луке).
В 1708 году на Ревельском почтамте был введён почтовый штемпель с наименованием города. Он имел размеры 16 × 13 мм. Употреблялся только два года — до присоединения 29 сентября 1710 года Ревеля к Русскому царству. Сохранились единичные письма с этим штемпелем.
Почтовая контора в Пернове также ввела почтовый штемпель, большого размера по сравнению с ревельским — 33,5 × 8 мм. Действовал этот штемпель до 12 августа 1710 года, когда Пернов был завоёван русскими войсками. Письмо, погашенное этим штемпелем и хранящееся в национальном архиве Стокгольма, считается уникальным:
|                                                                          |
| Письмо, отправленное из Пернова и погашенное домарочным штемпелем (1708) |

На территории современной Эстонии почтовые конторы были также открыты в Дерпте, Гапсале (ныне Хаапсалу), Нарве, Аренсбурге (ныне Курессааре) и Везенберге (ныне Раквере). Однако ни одна из них не имела собственных почтовых штемпелей.
К 1710 году, в ходе Северной войны между Швецией и Россией, сеть шведских почтовых учреждений в Эстляндии и Лифляндии прекратила своё существование.

### Российское правление
В связи с военными действиями и постепенным включением Эстляндии и Лифляндии в состав России возникла потребность поддержания связи с центральными учреждениями в Москве. С 1704 по 1710 год для почтовой связи можно было использовать только конных курьеров. Поэтому связь была случайной, а её экономическая польза не велика. Идя навстречу пожеланиям купцов, русские власти разрешили Нарве вести почтовую переписку с российскими областями и с зарубежными странами (кроме Швеции). В то же время жителям Дерпта из стратегических соображений такая переписка была запрещена. Таким образом, в начале XVIII века Нарва стала первым городом в Эстонии, включённым во всероссийскую почтовую сеть.
После окончания Северной войны восстановлением и дальнейшим развитием почтовой службы на территории современной Эстонии занимался полномочный представитель Петра I Герхард Иоганн фон Лёвенвольде. В правительственном указании от 17 октября 1710 года фон Левенвольде было поручено восстановить почтовое устройство таким, каким оно было в период шведского правления. Однако истощённый продолжительной войной и чумой край не смог сразу создать чёткую и налаженную сеть почтовых станций. Для выхода из создавшегося положения 25 ноября 1710 года согласно патенту генерал-губернатора Лифляндии вдоль важнейших дорог были созданы так называемые казачьи почтовые станции. На каждой станции, которые в основном располагались в корчмах, было 20 лошадей и четыре драгуна. Их содержание было возложено на окружающие хутора.
Однако вскоре казаки покинули Эстляндию и Лифляндию. Поэтому перевозка почты была вменена в обязанности местных крестьян. От этого страдали крестьянские и помещичьи хозяйства, так как крестьяне на определённое время отрывались от полевых работ. Для разрешения создавшейся проблемы Левенвольде предложил в 1712 году Лифляндскому, а в 1713 году Эстляндскому рыцарствам создать, а затем и содержать почтовые станции на дорогах Санкт-Петербург — Дерпт — Рига, Ревель — Пернов — Рига, Ревель — Вока — Нарва и Рига — Вастселиина — Псков. В качестве вознаграждения рыцарствам были обещаны все доходы от почтовых станций.
24 сентября 1714 года Правительствующий сенат Российской империи издал приказ об открытии регулярной публичной почты на линии Санкт-Петербург — Нарва — Дерпт — Валка — Рига. Открытие этого почтового тракта было обусловлено политическими, экономическими и культурными соображениями, поскольку это был кратчайший путь, связавший столицу России с Западной Европой. В 1712—1713 годах рыцарства Эстляндии и Лифляндии установили на этой дороге 20 почтовых станций с интервалом в 21—23 версты между каждой. Двенадцать из них находились на территории современной Эстонии: в Эстляндской губернии в Вайвара, Вока-Пуру (с 1782 года в Йыхви), Пунгерья (с 1735 года в Вяйке-Пунгерья), Каукси (с 1735 года в Раннапунгерья) и в эстонской части Лифляндской губернии в Нинази, Торма, Игавере, Дерпте, Удерна, Куйгатси и Тыллисте.
Вторым почтовым трактом в Эстонии была открытая в 1713 году линия Ревель — Вока, которая до 1782 года соединялась с почтовой дорогой Санкт-Петербург — Дерпт — Рига у почтовой станции Вока. Этот тракт соединял Ревель с Санкт-Петербургом. Почтовые станции на этой линии были открыты в Йыеляхтме, Кахала, Лообу, Пыдрузе, Пикаристи и Варья.
В 1715 году была открыта почтовая дорога Ревель — Пернов — Рига. В том же году открылась линия почтовых перевозок Рига — Алуксне — Вастселиина — Псков. Недостатком этих трактов явилось то обстоятельство, что не было построено специальных зданий для почтовых станций и последние располагались обычно в корчмах. Кроме того почтовые станции неоднократно переносились с одного места на другое. Это было вызвано плохим состоянием зданий и нередко пожарами.
Наиболее ранним штемпелем русской государственной почты на территории Эстонии является штемпель Дерпта (Тарту) 1796 года. Все штемпели, применявшиеся на территории современной Эстонии в XVIII веке, выполнены на немецком языке.
Огромную роль в осуществлении и развитии почтовых перевозок на территории Эстляндской и Лифляндской губерний сыграло строительство железных дорог, начавшееся в 1850—1860 годах.

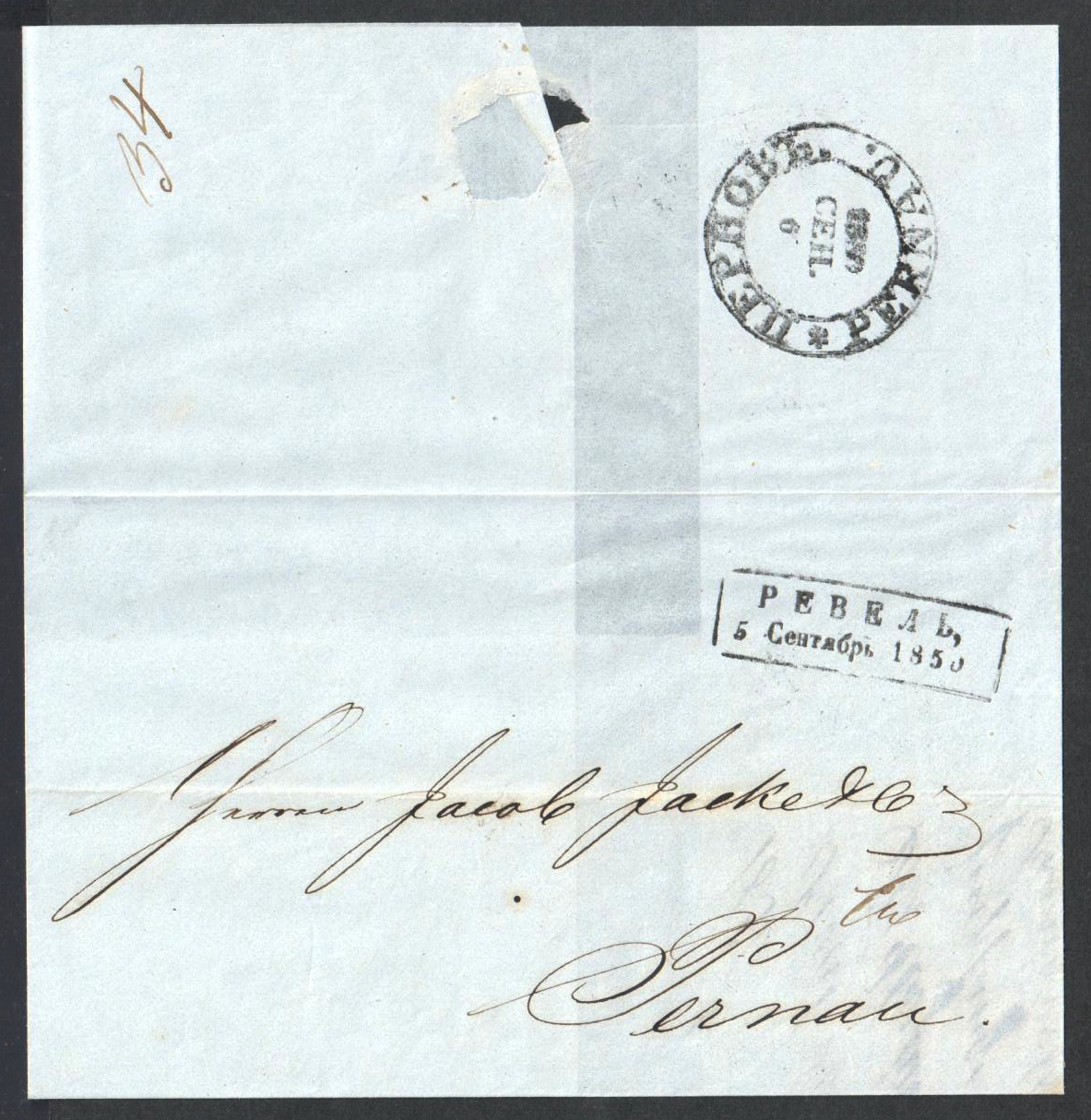
Письмо, отправленное из Ревеля в Пернов (1850)

В 1865 году, когда был решён вопрос о строительстве железной дороги Балтийский Порт (ныне Палдиски) — Ревель — Тосно, Эстляндское рыцарство образовало комиссию по реорганизации сети почтовых станций. В 1869 году комиссия представила отчет, согласно которому 24 октября 1870 года, в день открытия Балтийской железной дороги, все почтовые станции на дороге Ревель — Санкт-Петербург были закрыты, так как железная дорога прошла в непосредственной близости от почтовой дороги. С этого времени роль почтовых станций стали выполнять железнодорожные станции.
| |
| Штемпельный конверт, отправленный из Ревеля в Везенберг (1871; лицевая и обратная стороны конверта) |

В 1876 году завершилось строительство железной дороги Тапа — Дерпт, в результате чего были ликвидированы почтовые тракты Везенберг — Дерпт, Йыхви — Дерпт и Ревель — Дерпт. В 1889 году вступили в строй железнодорожные линии Дерпт — Валга — Рига и Валга — Псков. Находящиеся по соседству почтовые тракты также были закрыты.
К 1917 году на территории современной Эстонии было открыто 157 почтовых учреждений. До 1918 года на территории Эстляндской и Лифляндской губерний действовали общероссийские почтовые правила и тарифы и имели хождения знаки почтовой оплаты Российской империи.

## Первая мировая война: германская оккупация

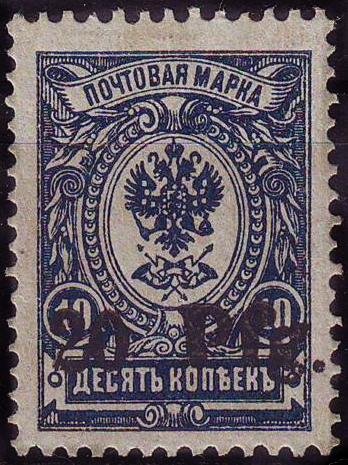
Почтовая марка германской оккупационной администрации в Дорпате (Тарту), 1918(Mi #1)

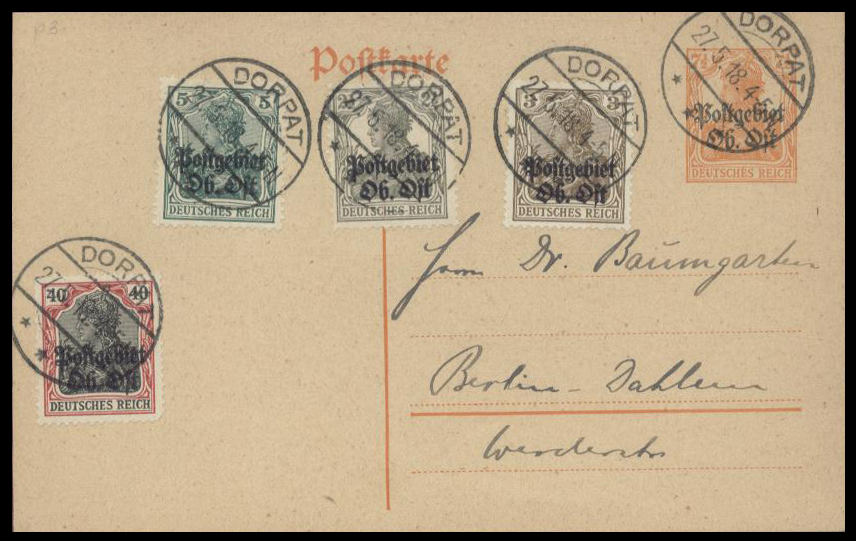
Почтовая карточка, отправленная из Дорпата и франкированная марками Почтовой зоны Верховного главнокомандующего на Востоке (1918)

24 февраля 1918 года Эстония провозгласила независимость, однако на следующий день в Ревель вошли германские войска. В течение февраля — марта 1918 года территория Эстонии была занята войсками Германии.
25 февраля германские оккупационные власти взяли под свой контроль Таллинскую почту. Существовавшая почтовая система была при этом ликвидирована. Почта немецкой военной администрации обслуживала и гражданское население тех пунктов, где были её учреждения. На территории Эстонии в обращение поступили почтовые марки Германии с двухстрочной чёрной типографской надпечаткой «Postgebiet / Ob. Ost» (Почтовая зона Верховного главнокомандующего на Востоке).
В марте 1918 года в Дорпате (Тарту) германской оккупационной администрацией был осуществлён местный выпуск. На марках Российской империи 17-го выпуска была сделана чёрная типографская надпечатка нового номинала (20 и 40 пфеннигов). Марка в 20 пфеннигов известна с перевёрнутой надпечаткой. Марки гасились однострочным штампом «DORPAT» серой краской. Были в обращении до 20 декабря 1918 года. Надпечатка была также сделана на почтовой карточке Временного правительства.
28 декабря 1918 года почтовые отделения немецкой военной администрации на территории Эстонии были закрыты.

## Первая независимость Эстонии
Самостоятельная почтовая служба независимой Эстонии в межвоенный период была организована в ноябре 1918 года. 13 ноября 1918 года приказом начальника Союза обороны Эстонии (Кайтселийта) полковника Йоханна Унта комендантом Таллинской почтово-телеграфной конторы был назначен Хиндрек Риканд. Этот день почтовое ведомство Эстонии считает днём своего основания. 15 ноября 1918 года министром путей сообщения Ф. Петерсеном были утверждены первые почтовые тарифы Эстонии. До 1921 года они менялись пять раз.
16 ноября 1918 года Дирекцией эстонской почты было издано распоряжение, в котором говорилось:
Эстонская государственная почта начинает свою деятельность 19 ноября 1918 года. До выпуска почтовых марок, который будет осуществлён в ближайшие дни, просим письма не опускать в почтовые ящики, а сдавать в почтовую контору. Первое время будут принимать только простые и заказные отправления и только в страны побережья Балтийского моря.
Первая почтовая марка Эстонии с цветочным узором и номиналом в 5 копеек была отпечатана 22 ноября 1918 года. Автором эскиза был Рудольф Зеро (Rudolf Zero). Марки печатались в типографии Г. Бёлау в Нымме (пригород Таллина). Всего в первой серии были выпущены марки четырёх различных номиналов. Они были в обращении до 30 июня 1926 года.
В мае 1919 года по распоряжению Главной почтовой дирекции Таллина были надпечатаны все запасы марок Российской империи 17-го, 19-го, 20-го и 21-го выпусков. Ручная надпечатка «Eesti Post» ставилась каучуковым штемпелем фиолетовой или чёрной краской по диагонали в одну строку в следующих количествах: с зубцами — 1 копейка — 7 экземпляров (по другим данным — 8 экземпляров), 2 копейки — 2654 экземпляра, 3 копейки — 1854 экземпляра, 5 копеек — 3803 экземпляра, 10 копеек — 60 экземпляров, 10 копеек (чёрная надпечатка) — 917 экземпляров, 10 копеек / на 7 копеек — 45 экземпляров, 15 копеек — 1197 экземпляров, 25 копеек — 998 экземпляров, 35 копеек — 12 экземпляров, 50 копеек — 344 экземпляра, 1 рубль — 170 экземпляров, 10 рублей — 11 экземпляров; без зубцов — 1 копейка — 1826 экземпляров, 2 копейки — 26 экземпляров, 3 копейки — 475 экземпляров, 1 рубль — 150 экземпляров, 3,50 рубля — 56 экземпляров, 5 рублей — 40 экземпляров. После надпечатывания всех марок штемпель был уничтожен. Эти марки были в обращении до 1 октября 1919 года. Известны фальсификаты в ущерб коллекционерам. Некоторые исследователи считают данный выпуск спекулятивным. Указание на спекулятивный характер выпуска до 1930 года было помещено и в каталоге «Михель». В настоящее время эта серия описывается в каталоге как локальный выпуск Таллина.
|                                                                             | |
| 1919: марка с надпечаткой «Eesti Post» на марке Российской империи (Mi #1B) | 1928: марка из первой коммеморативной серии, в честь 10-летия провозглашения Эстонской Республики (Mi #69) |

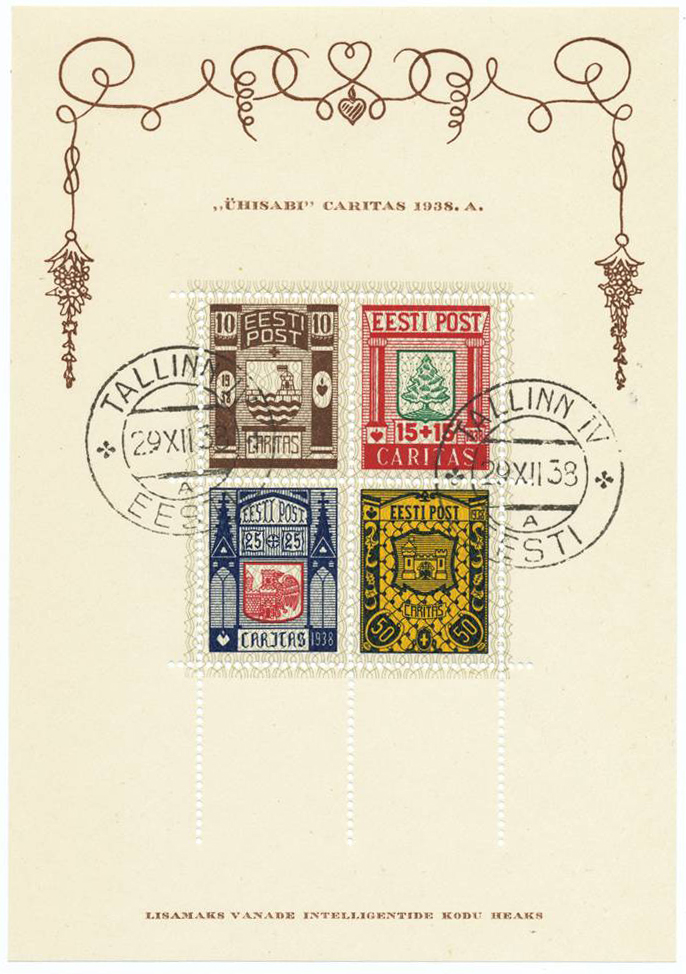
Первый почтовый блок Эстонии, 1938(Mi #Block1)

В память десятилетия провозглашения Эстонской Республики 24 февраля 1928 года была выпущена первая коммеморативная серия из пяти марок, представляющая собой типографскую надпечатку красной или чёрной краской в две строки юбилейных дат и нового номинала в сентах на стандартных марках предыдущих выпусков. Марки этого выпуска были в обращении до 1 января 1941 года.
Первый почтовый блок вышел 21 января 1938 года. Четыре марки, образующие блок, с изображением гербов эстонских городов были отпечатаны типографским способом на бумаге с серо-зелёным сетчатым фоном. Номинал марок был с доплатой на общественную помощь.

Почтовые марки Эстонии к 100-летию курорта Пярну (1939)
Грязелечебница
Гостиница «Вааза» (в советский период санаторий «Эстония»)

### Почта Эстляндской трудовой коммуны
29 ноября 1918 года частями 6-й стрелковой дивизии 7-й армии РСФСР была взята Нарва. В тот же день было объявлено о восстановлении советской власти в Эстонии и образовании Эстляндской трудовой коммуны (ЭТК).
Восстановление почтово-телеграфной связи на территории ЭТК было возложено на созданный при Управлении народного хозяйства почтово-телеграфный отдел во главе с А. Кутти. 10 декабря 1918 года возобновила свою работу Нарвская почтово-телеграфная контора. 17 декабря открылось почтовое сообщение Нарвы с Йыхви и Аувере, а 23 декабря — с Нарва-Йыесуу и Раквере.
10 декабря 1918 года в газете эст. «Eesti Kütiväe Teataja» («Вестник эстонских стрелков») были опубликованы почтовые тарифы ЭТК. В период с 19 декабря 1918 по 2 января 1919 года они последовательно уточнялись циркулярами Нарвской почтово-телеграфной конторы. В окончательном варианте тарифы имели следующий вид:
- иногороднее закрытое письмо весом до 15 грамм — 25 копеек, за каждые последующие 15 г — 25 копеек;
- местное закрытое письмо — 15 копеек;
- почтовая карточка — 10 копеек;
- бандероль весом до ½ фунта — 20 копеек, за каждые последующие 4 лота — 5 копеек;
- сбор за заказ — 25 копеек;
- отправления в РСФСР весом до 15 г — бесплатно[16].

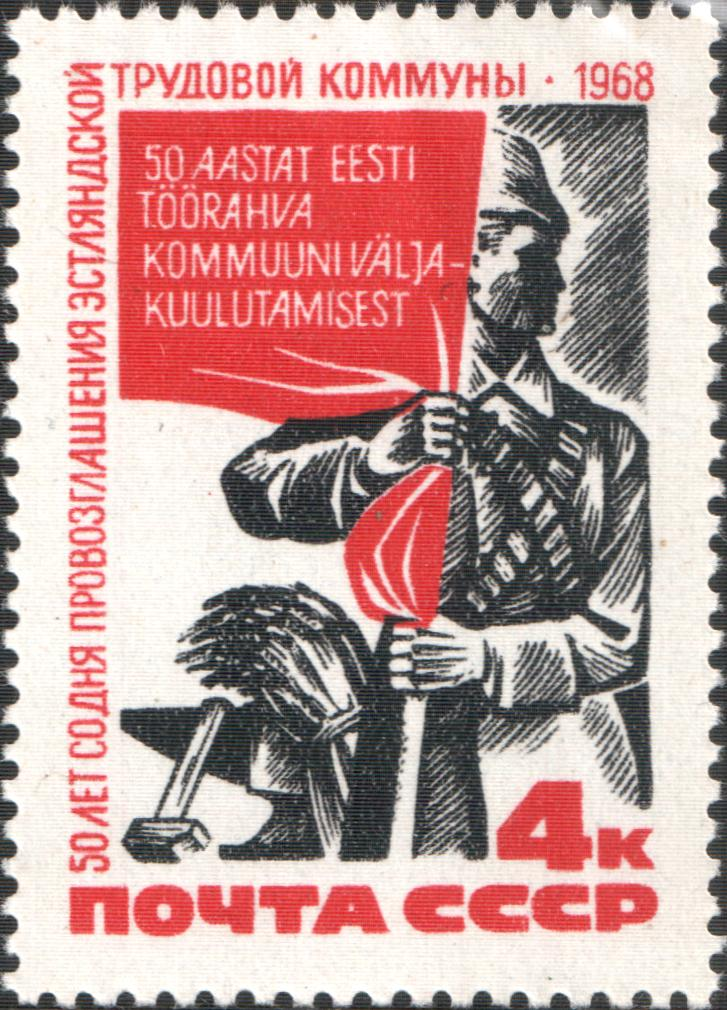
Почтовая марка СССР, посвящённая 50-летию провозглашения ЭТК, 1968

Почтовые отделения ЭТК испытывали острый дефицит почтовых марок для франкировки корреспонденции. Использование марок Эстонии, которые поступили в некоторые почтовые учреждения незадолго до провозглашения ЭТК, не везде признавалось законным, хотя о существовании прямого запрета на это не известно. Циркуляры, изданные Нарвской почтово-телеграфной конторой, предписывали впредь до получения марок взимать плату за почтовые отправления наличными, ставя в правом верхнем углу красным карандашом или чернилами обведённую кружком букву «M» (от эст. «makstud» — оплачено).
19 декабря 1918 года почтово-телеграфный отдел ЭТК заказал на Петроградском почтамте знаки почтовой оплаты различных номиналов и почтовые карточки. 28 декабря Нарвская почтово-телеграфная контора получила заказ на общую сумму 70 200 рублей. Присланные из Петрограда марки представляли собой стандартные марки Российской империи 1908—1917 годов.
7 января 1919 года при поддержке Антанты началось совместное контрнаступление вооружённых сил Эстонской Республики и белогвардейской Северо-Западной армии под командованием генерала Н. Юденича. В результате контрнаступления 19 января была взята Нарва. В феврале 1919 года части Коммуны и 7-й армии РККА были вытеснены за пределы Эстонии.

## Образование Эстонской ССР
30 июля 1940 года, вскоре после образования Эстонской Советской Социалистической Республики, вышла серия из четырёх марок, посвящённая 100-летию почтовой марки. На миниатюрах, отпечатанных типографским способом был изображён голубь с письмом в клюве, летящий над силуэтом самолёта.
15 августа 1940 года, уже после вхождения Эстонской ССР в состав СССР, была выпущена последняя марка этого периода с надписью «Eesti». Это была миниатюра с изображением трёх леопардов с герба Эстонской Республики, отпечатанная типографским способом на серой мелованной бумаге с синевато-зелёным сетчатым фоном. Она была в обращении до 1 января 1941 года.
|                                            |                                               |
| 1940: первая марка Эстонской ССР (Mi #160) | 1940: последняя марка Эстонской ССР (Mi #164) |

6 декабря 1940 года на территории Эстонской ССР вступили в силу советские почтовые законы и тарифы. После этого эстонские марки не продавались, но они имели хождение вплоть до немецкой оккупации Эстонии.

## Вторая мировая война

### Немецкая оккупация
В годы второй мировой войны территория Эстонии была оккупирована немецкими войсками. 1 сентября 1941 года она была включена в качестве генерального округа в состав рейхскомиссариата Остланд.
Первоначально, на оккупированной территории использовались марки Германии, а с 4 ноября 1941 года — марки, выпущенные специально для рейхскомиссариата Остланд. Они представляли собой марки Германии с чёрной типографской надпечаткой слова нем. «OSTLAND».

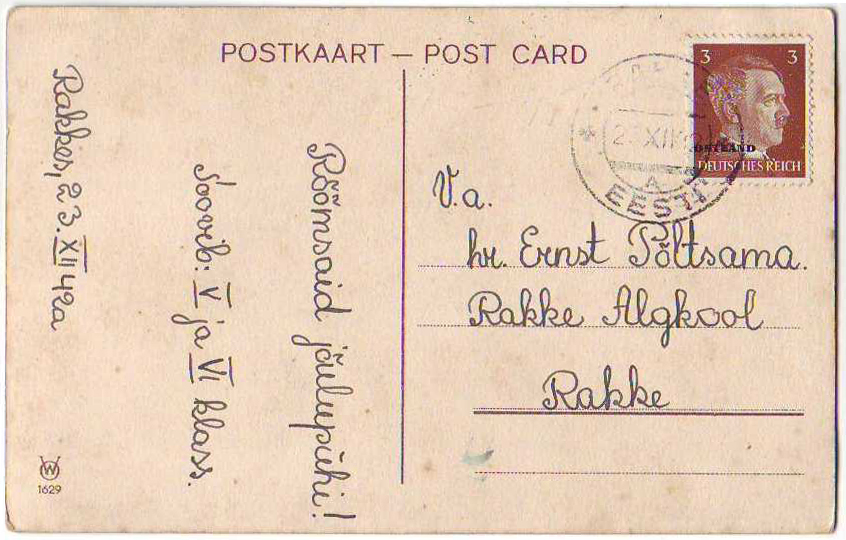
Почтовая карточка, отправленная из Ракке (Эстония) 23 декабря 1942 года и франкированная маркой рейхскомиссариата Остланд(Mi #2)

### Местные выпуски
К этому периоду относятся также местные выпуски почтовых марок отдельных населённых пунктов Эстонии, осуществлявшиеся после ухода советских войск. Известны выпуски Мыйзакюла, Ныо, Отепя, Пярну, Тарту и Элвы, как оригинальных рисунков, так и в виде надпечаток на марках СССР.

## В составе Советского Союза

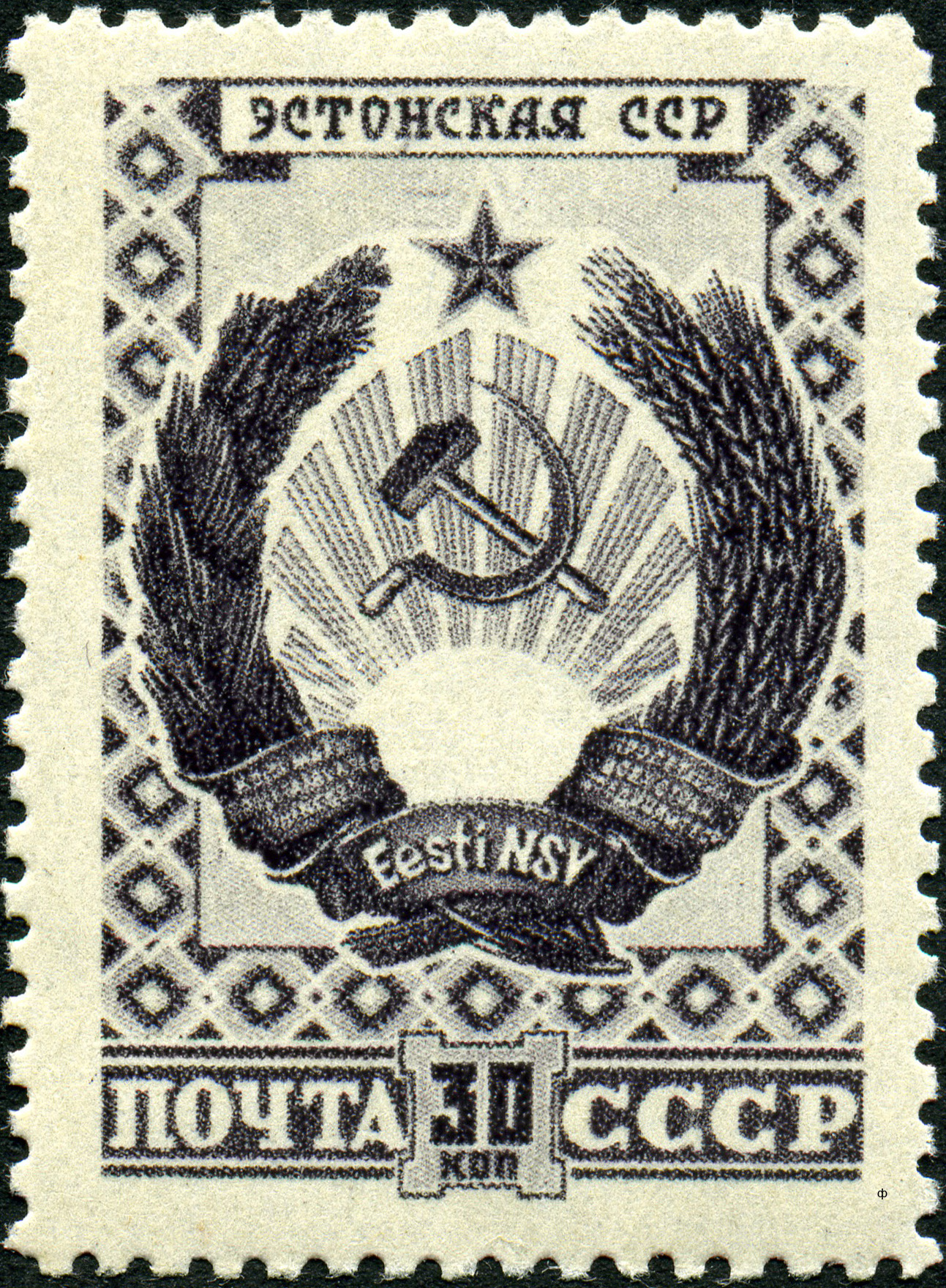
Первая марка СССР, посвящённая Эстонской ССР. Герб Эстонской ССР, 1947

В 1944 году в Эстонской ССР была восстановлена деятельность советской почты. К концу 1945 года на территории республики действовал один почтамт, 11 почтовых контор (10 уездных почт + Нарва), 206 отделений связи, 404 агентства связи и одно отделение почтовых перевозок. Существовало 2739 ящиков для сбора писем (из них 405 в городах) и 2547 почтовых хуторов.
К 1950 году в Эстонской ССР был один почтамт, одно отделение почтовых перевозок, две городских почты — в Нарве и в Кохтла-Ярве, 39 районных почт, 286 отделений связи и 300 агентств связи. С 1950 года для перевозки почты начали использовать маршрутные автобусы. 29 августа 1956 года Таллинский почтамт стал Главпочтамтом.
К 1964 году в подчинении Министерства связи ЭССР был один главпочтамт, одно отделение почтовых перевозок, два городских (Нарва, Силламяэ) и 15 районных узлов связи. Это число сохранялось неизменным до конца советского периода.

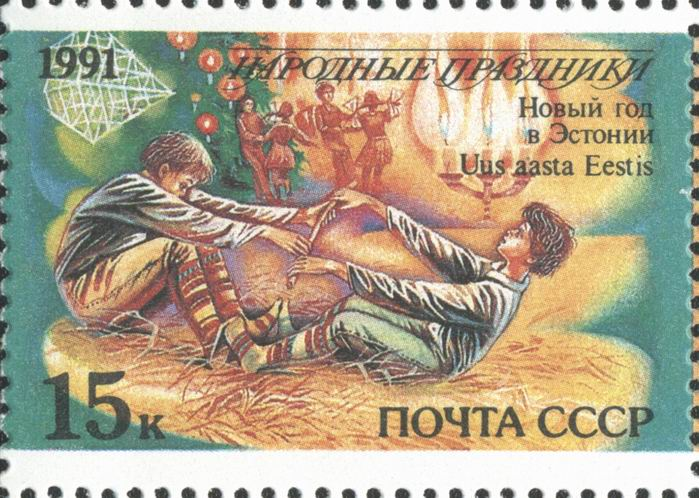
Последняя марка СССР, посвящённая Эстонии. Новый год, 1991

С 1970 года в Эстонии проводились ежегодные соревнования по профессиональному мастерству «Золотые руки», ставшие традиционными. Первые соревнования были проведены для операторов связи в Таллине.
Летом 1980 года была открыта первая очередь нового двухэтажного здания Таллинского главпочтамта.
До 1991 года на территории Эстонии для почтовой оплаты использовались почтовые марки СССР. Среди них были почтовые марки с изображением видных деятелей, архитектуры, фауны и другими сюжетами, связанными с Эстонией.
Первая марка СССР, посвящённая Эстонской ССР, вышла 9 февраля 1947 года в серии Государственные гербы СССР и союзных республик. Последняя марка СССР с эстонским сюжетом появилась 4 октября 1991 года, то есть через месяц после признания СССР независимости этой республики. Миниатюра, из серии «Народные праздники», иллюстрировала встречу Нового года в Эстонии.

## Современная Эстония

Безноминальная марка Эстонии для оплаты заказных отправлений, 1992(Mi #177)

Первый шаг к почтовой независимости Эстонии был сделан 1 января 1991 года, когда тариф на пересылку простого письма был увеличен с 5 до 15 копеек. Это решение было принято эстонской почтой в одностороннем порядке, без разрешения Министерства связи СССР. С того времени эстонская почта стала де-факто независима.
С 10 апреля 1991 года в Эстонии начало деятельность государственное предприятие «Eesti Post». Во время переходного периода, когда марки СССР уже закончились, а марки Эстонии ещё не выпустили, для франкировки конвертов на почте использовали резиновые штемпели с указанием тарифа. В Тарту с разрешения генерального директора «Eesti Post» в обращении были перфорированные полоски.
1 октября 1991 года в обращение поступила первая серия из девяти почтовых марок независимой Эстонской Республики. На всех марках серии было помещено изображение малого герба Эстонии; номиналы марок — в рублях без указания названия валюты. Последние марки с номиналом в рублях вышли 22 июня 1992 года. Они были посвящены XXV летним Олимпийским играм, проходившим в Барселоне.
31 декабря 1991 года в Эстонии был выпущен «конверт последнего дня». На немаркированной иллюстрированной цельной вещи была сделана надпечатка стилизованной марки с текстом «Почта СССР», проставлен оттиск круглого штемпеля с надписью на трёх языках (английском, эстонском и русском): «TALLINN. LAST DAY — VIIMANE PÄEV 31.12.1991. СССР» и отпечатан подрисуночный текст: англ. «LAST DAY COVER. 31.12.1991». 1 января 1992 года почтовые марки СССР, курсировавшие в стране параллельно с эстонскими, были официально изъяты из обращения.
16 марта 1992 года были выпущены стандартные марки не с денежными номиналами, а с буквенными обозначениями. На миниатюрах давались аббревиатуры английских терминов, например:
- «PP» («Postage paid») — «Почтовый сбор оплачен»;
- «PPE»» («Postage paid. Estonia») — «Почтовый сбор оплачен. Эстония» (для внутренних почтовых отправлений);
- «PPR» («Postage paid. Registered») — «Почтовый сбор оплачен. Заказное»;
- «PPA» («Postage paid. Abroad») — «Почтовый сбор оплачен. За границу» и т. д.

Марка Эстонии с указанием номинала в кронах и в евро, 2007

Причиной этого выпуска стала высокая инфляция и ожидание скорого перехода на собственную валюту — эстонскую крону.
3 октября 1992 года были выпущены первые четыре марки (квартблок) с номиналами в кронах. Серия была посвящена птицам Балтийского моря. 30 июня 1993 года в Эстонии были изъяты из обращения все марки с номиналами в рублях и с буквенными индексами без номинала. 1 июля 1993 года в обращение поступили марки с номиналами в эстонской кроне. С января 2006 по 31 декабря 2010 года номинальная стоимость эстонских марок указывалась в двух валютах — в кронах и в евро.
С 1 января 2011 года Эстония перешла на евро. Этому событию была посвящена почтовая марка, вышедшая в обращение в тот же день, с изображением монеты номиналом в 1 евро с картой Эстонии. Почтовые марки с номиналом в кронах будут действительны для оплаты почтовых услуг до 31 декабря 2013 года; марки с номиналом в двух валютах из обращения изыматься не будут.

### Серии стандартных марок
Первый стандартный выпуск (1991—1998)
«Герб Эстонии» (на щите). В 1991 году были выпущены марки номиналом 5, 10, 15, 30, 50, 70, 90 копеек 1 и 2 рубля, в 1992 — безноминальные марки с буквенными индексами. В 1993 году были выпущены марки в 10, 50, 60 сентов, 5, 10 и 20 крон, в 1994 году — 10 и 50 сентов, в 1995 году — 20, 30 и 80 сентов, в 1996 году — 50, 80 сентов, 2 кроны 50 сентов, 3 кроны 30 сентов и 5 крон, в 1997 году — 3 кроны 30 сентов, в 1998 году — 10 сентов, 3 кроны 10 сентов, 3 кроны 60 сентов и 4 кроны 50 сентов.
Второй стандартный выпуск (1991)
«Флаг и карта Эстонии», выпуск был из двух номиналов — 1 рубль 50 копеек и 2 рубля 50 копеек.
Третий стандартный выпуск (1993—1994)
«Замки». В 1993 году были выпущены марки в 2 кроны, 2 кроны 70 сентов и 2 кроны 90 сентов, в 1994 году — 1 крона, 3 кроны, 3 кроны 20 сентов и 4 кроны.
Четвертый стандартный выпуск (1999—2004)
«Герб Эстонии» (без щита). В 1999 году были выпущены марки номиналом 30 сентов, 2 кроны и 3 кроны 60 сентов, в 2000 году — 3 кроны 60 сентов, 6 крон, 6 крон 50 сентов и 8 крон, в 2001 году — 1 крона, 4 кроны 40 сентов и 5 крон, в 2002 году — 10 сентов, 4 кроны 40 сентов и 5 крон, в 2003 году — 20, 30, 50 сентов и 4 кроны 40 сентов, в 2004 году — 4 кроны 40 сентов, 5 крон и 5 крон 50 сентов.
Пятый стандартный выпуск (2004—2007)
«Цветы». Этот и все последующие стандартные выпуски эмитировался на самоклеющейся бумаге, в то время как марки 1-го — 4-го стандартного выпусков — на гуммированной. В 2004 году была выпущена марка в 30 сентов, а в 2007 году — марка с двойным номиналом в 1 крону 10 сентов (7 евроцентов).
Шестой стандартный выпуск (2004—2008)
«Гербы городов» (на зеленом фоне). В 2004 и 2005 годах были выпущены марки номиналом в 4 кроны 40 сентов, в 2006 году — с двойным номиналом 4 кроны 40 сентов (28 евроцентов), в 2007 году — 4 кроны 40 сентов (28 евроцентов) и 5 крон 50 сентов (35 евроцентов), в 2008 году — 5 крон 50 сентов (35 евроцентов).
Седьмой стандартный выпуск (2007)
«Башня и флаг». Были выпущены марки с двойным номиналом номиналом 5 крон (32 евроцента) и 10 крон (64 евроцента).
Восьмой стандартный выпуск (2008—2014)
«Почтовый рожок». В 2008 году были выпущены марки с двойным номиналом 50 сентов (3 евроцента), 5 крон 50 сентов (35 евроцентов), 6 крон 50 сентов (42 евроцента) и 9 крон (58 евроцентов), в 2010 году — 5 крон 50 сентов (35 евроцентов) и 9 крон (58 евроцентов). С 2011 года номинал марок серии указан только в евро. В 2011 году были выпущены марки в 1, 5, 10, 35, 45, 50, 58 и 65 центов, в 2012 году — 10, 45 и 50 центов, в 2013 году — 5, 50 и 65 центов, в 2014 — 10 центов.
Девятый стандартный выпуск (2010)
«Национальный орнамент». были выпущены марки с двойным номиналом 26 крон (1 евро 66 центов) и 50 крон (3 евро 20 центов).
Десятый стандартный выпуск (2011—2014)
«Монеты евро». В 2011 году были выпущены марки номиналом 1 евро и 2 евро 10 центов, в 2012 году — 1 евро, в 2014 году — 1 евро 20 центов.
Одиннадцатый стандартный выпуск (2013—2014)
«Флаг Эстонии». В 2013 году были выпущены марки номиналом 1 евро, в 2014 — 1 и 2 евро.
Двенадцатый стандартный выпуск (2013—2014)

## Необычные выпуски
19 ноября 1927 года вышла серия из пяти марок с доплатой в пользу фонда сооружения памятников войны за независимость. Миниатюры с видами городов Эстонии были отпечатаны типографским способом двухцветной печатью на бумаге с водяным знаком. В левом или правом нижнем углу рисунка каждой марки помещён порядковый номер, определяющий её положение в листе, что облегачает при необходимости платинг листа. Подобная нумерация марок была применена впервые в мире. Кроме того, это единственные марки Эстонии, отпечатанные на бумаге с водяным знаком. Этот знак состоит из параллельных линий, в центре которых расположен герб Великого княжества Финляндского и слова «Finland Suomi».
|                                        |                                                       |                                                |                                 |                                   |
| Курессааре, Епископский замок (Mi #63) | Тарту, руины Домского (Петра и Павла) собора (Mi #64) | Замок Тоомпеа с башней Длинный Герман (Mi #65) | Нарва, Нарвский замок (Mi #160) | Таллин, общий вид города (Mi #67) |

## Другие виды почтовых марок

### Авиапочта и авиапочтовые марки

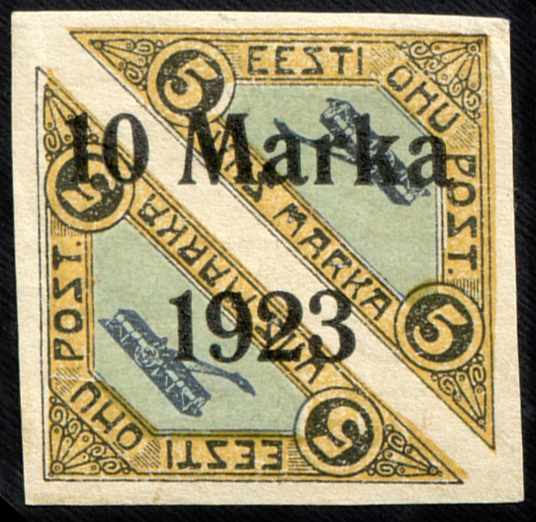
Авиапочтовая марка Эстонии. Надпечатка нового номинала и года на паре марок, 1923(Mi #43B)

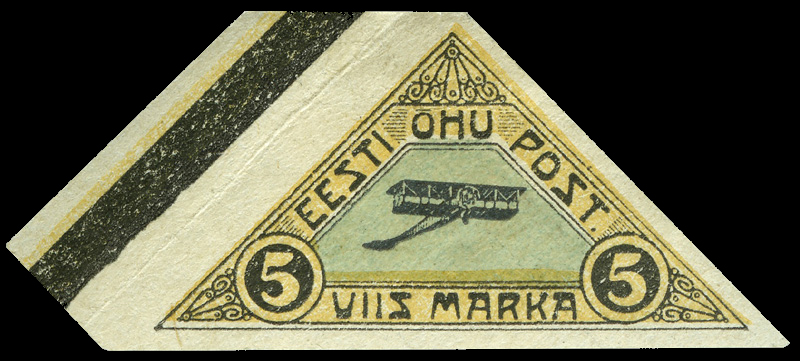
Первая авиапочтовая марка Эстонии, 1920(Mi #14)

К февралю 1920 года, из-за замерзания Финского залива, в Эстонии сложилось трудное положение с отправкой и получением заграничной почты, особенно между Таллином и Хельсинки. Для выхода из сложившейся ситуации почтовое ведомство предложило использовать военные самолёты для перевозки почты зимой. Признав обоснованность требований почтового ведомства, правительство разрешило перевозку почты воздушным путём. 13 февраля 1920 года состоялся пробный полёт.
Через месяц, 13 марта 1920 года, вышла первая авиапочтовая марка Эстонии. Миниатюра треугольной формы с изображением биплана LVG системы Шнайдера (LVG B.I), который использовался для перевозки почты, была отпечатана трёхцветной литографской печатью в типографии Ю. А. Паалмана в Таллине. Автором эскиза был почтовый чиновник К. Триумф. Марка была в обращении до 31 декабря 1923 года. Воздушная почта Таллин — Хельсинки действовала до 15 марта 1920 года.
Перевозка почты воздушным путём возобновилась 1 октября 1923 года. Были открыты две авиалинии Таллин — Рига (с продолжением до Кёнигсберга) и Таллин — Хельсинки (в начале 1924 года её продолжили до Стокгольма). Линии обслуживались самолётами акционерного общества Aeronaut. В тот же день, 1 октября, вышла серия из шести авиапочтовых марок. На авиапочтовых миниатюрах первого выпуска была сделана надпечатка чёрной, красной, карминовой или кирпично-красной краской в одну или две строки года выпуска «1923» и новой стоимости на одиночных марках (миниатюры с номиналом в 5 и 15 эстонских марок) или их парах в положении тет-беш основаниями треугольников. Эти марки были в обращении до 15 апреля 1928 года.
Последние авиапочтовые марки вышли 15 июля 1925 года. Всего было выпущено 18 авиапочтовых марок.
В 1988 году почта Финляндии выпустила почтовый блок из четырёх марок, посвящённых авиапочтовым самолётам Финляндии. На одной из них изображён биплан Бреге 14, перевозивший почту между Хельсинки и Таллином (Mi #1053). На полях блока изображены схемы маршрутов самолётов на фоне карты северной части Европы.

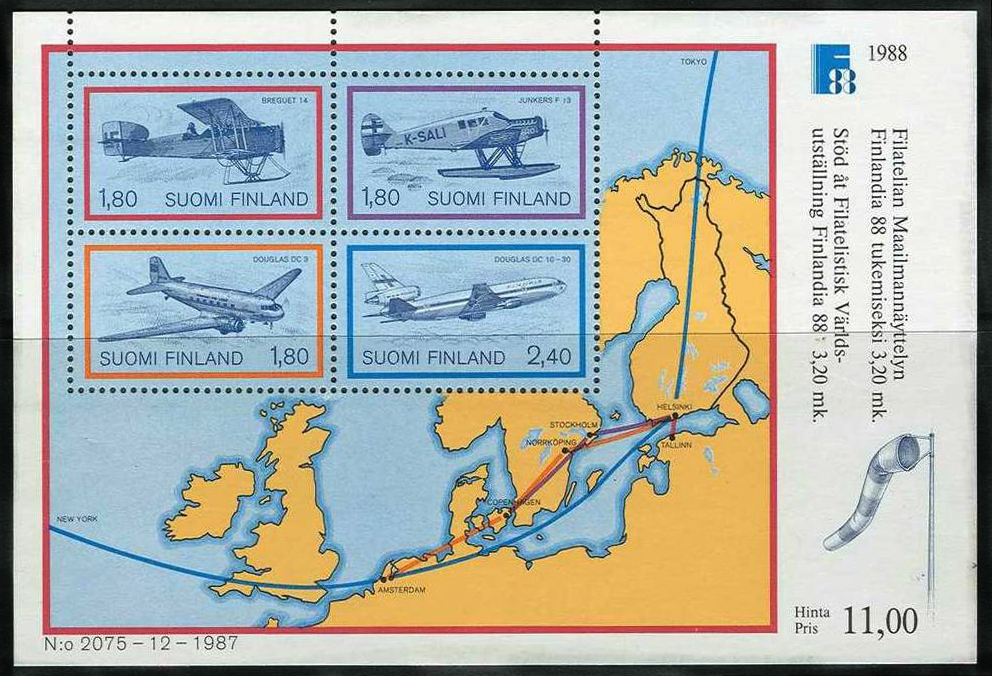
Почтовый блок Финляндии с маршрутами авиапочтовых перевозок (в том числе Таллин — Хельсинки), 1988(Mi #Block4)

### Почтово-благотворительные марки
26 июня 1920 года почта Эстонии выпустила первые почтово-благотворительные марки, дополнительный сбор от которых шёл в пользу инвалидов Эстонской освободительной войны. Две миниатюры с изображением инвалида с семьёй и инвалида с двумя женщинами в национальных костюмах, были отпечатаны двухцветной печатью литографским способом в типографии Э. Бергмана в Тарту. Марки были в обращении до 31 марта 1926 года.
|                                                               |                               |
| 1920: почтово-благотворительная марка, 35 + 10 пенни (Mi #21) | То же, 70 + 15 пенни (Mi #22) |

## Спекулятивно-фантастические выпуски

Фантастическо-спекулятивные марки, изданные от имени острова Аэгна, с фотографиями принцессы Дианы

В конце 1990-х — начале 2000-х годов на филателистическом рынке появились фантастическо-спекулятивные марки, выпущенные от имени эстонских островов. Марки издавались в малых листах по 4—16 миниатюр в каждом на популярные филателистические темы: «Флора—Фауна», «Динозавры», «Принцесса Диана», «Иоанн Павел II», «Шахматы» и т. п.
Эти незаконные выпуски были перечислены в письме, направленном почтовой администрацией Эстонии в июле 2007 года во Всемирный почтовый союз. Всего известно 14 эстонских островов, от имени которых издавались марки: Абрука (10 марок), Аэгна (4 марки), Экси (4 марки), Вормси (25 марок), Вяйке-Пакри (28 марок), Кихну (8 марок), Манилаид (28 марок), Муху (22 марки), Осмуссаар (8 марок), Прангли (16 марок), Рухну (22 марки), Сааремаа (39 марок), Суур-Пакри (8 марок) и Хийумаа (56 марок).

## Развитие филателии
В советское время эстонские коллекционеры были объединены в отделения Всесоюзного общества филателистов (ВОФ) — первичные и республиканское. В середине 1970-х годов пост председателя Эстонского республиканского отделения ВОФ занимал Пауль Леттенс. Он был также автором и постоянным ведущим программы эстонского радио «Филателист». Передача выходила на эстонском языке по воскресеньям в 15:00; к лету 1975 года состоялся 350-й выпуск программы.
На тот момент республиканское отделение насчитывало 200 организованных юных и 180 взрослых коллекционеров (на 100 тыс. населения Эстонской ССР). В Таллине имелось четыре районных клуба; филателистов также объединяли первичные кружки при предприятиях, школах, институтах. В этот период в столице республики появилось 35 новых кружков. Эстонская организация филателистов проводила показы коллекций, лекции, беседы, публиковала статьи в газетах, в журнале «Культура и жизнь». Традиционно организовывались выставки эстонских филателистов, такие как, например, «Таллин-75», в которых также принимали участие коллекционеры Москвы, Ленинграда, других советских городов и республик.
К середине 1970-х годов Таллинское отделение ВОФ было организовано по территориально-производственному признаку. При этом районные клубы не были собственно первичными организациями ВОФ, а выполняли роль оргкомитетов по созданию первичных организаций — клубов и кружков на местах.
Особое внимание в Эстонской ССР уделялось развитию юношеской филателии. В целях усиления работы с молодёжью были составлены учебные пособия по филателии для преподавания её, как предмета, в школах; планировалось создать специализированный юношеский лагерь. В 1974 году Айн Мульдмаа (Таллин) завоевал бронзовую медаль на Всемирной юношеской филателистической выставке в Софии. Среди различных молодёжных мероприятий, в которых участвовали и которые проводили члены эстонских отделений ВОФ, можно упомянуть межреспубликанские выставки юных филателистов. На них съезжались юные любители марок из Эстонии, Литвы, Латвии и Белоруссии. Первый такой слёт состоялся в 1972 году в Таллине, второй — в 1973 году в Риге, третий — 13—29 июня 1975 года в Каунасе. На третьей межреспубликанской выставке одну из пяти золотых медалей получила коллекция, подготовленная представителем Эстонии: «Прибалтийские птицы» (Т. Гелпс).
В 1976 году Таллин стал местом проведения международной филателистической выставки «Медфил-76». Она была организована Министерством связи ЭССР и Эстонским республиканским отделением ВОФ и длилась 10 дней, с 17 по 26 ноября. Целями этой выставки были пропаганда филателистических материалов, связанных с медициной, здравоохранением и деятельностью Общества Красного Креста и Красного полумесяца. Лучшим коллекциям жюри присудило 4 золотых, 7 серебряных, 19 бронзовых медалей и 15 дипломов.
Одна из публикаций того времени в журнале «Филателия СССР» об Эстонском отделении ВОФ завершалась следующими приветственными словами:
Мы, филателисты Эстонии, готовы сотрудничать с коллегами во всех уголках нашей Родины.